# Brasil Open
A Brasil Open minden év februárjában megrendezett tenisztorna a brazíliai São Paulo városában. 2001 és 2011 között Costa do Sauipeben rendezték meg szabadtéren. 2012 óta a São Pauló-i Complexo Desportivo Constâncio Vaz Guimarães ad neki otthont.
Az ATP 250 Series tornák közé tartozik, összdíjazása 532 800 dollár. A versenyen 32-en vehetnek részt.
A mérkőzéseket 2012 óta fedett, salakos borítású pályákon játsszák.

## Győztesek

### Egyéni
| Év              | Győztes             | Ellenfél a döntőben   | Eredmény a döntőben |
| Costa do Sauipe | Costa do Sauipe     | Costa do Sauipe       | Costa do Sauipe     |
| --------------- | ------------------- | --------------------- | ------------------- |
| 2001            | Jan Vacek           | Fernando Meligeni     | 2-6, 7-6(2), 6-3    |
| 2002            | Gustavo Kuerten     | Guillermo Coria       | 6-7(4), 7-5, 7-6(2) |
| 2003            | Sjeng Schalken      | Rainer Schüttler      | 6-2, 6-4            |
| 2004            | Gustavo Kuerten     | Agustín Calleri       | 3-6, 6-2, 6-3       |
| 2005            | Rafael Nadal        | Alberto Martín        | 6-0, 6-7(2), 6-1    |
| 2006            | Nicolás Massú       | Alberto Martín        | 6-3, 6-4            |
| 2007            | Guillermo Cañas     | Juan Carlos Ferrero   | 7-6(4), 6-1         |
| 2008            | Nicolás Almagro     | Carlos Moyà           | 7-6(4), 3-6, 7-5    |
| 2009            | Tommy Robredo       | Thomaz Bellucci       | 6–3, 3–6, 6–4       |
| 2010            | Juan Carlos Ferrero | Lukasz Kubot          | 6–1, 6–0            |
| 2011            | Nicolás Almagro     | Olekszandr Dolhopolov | 6–3, 7–6(3)         |
| São Paulo       |                     |                       |                     |
| 2012            | Nicolás Almagro     | Filippo Volandri      | 6–3, 4–6, 6–4       |

### Páros
| Év              | Győztesek                              | Ellenfelek a döntőben                   | Eredmény a döntőben |
| Costa do Sauipe | Costa do Sauipe                        | Costa do Sauipe                         | Costa do Sauipe     |
| --------------- | -------------------------------------- | --------------------------------------- | ------------------- |
| 2001            | Enzo Artoni / Daniel Melo              | Gastón Etlis / Brent Haygarth           | 6-3, 1-6, 7-6(5)    |
| 2002            | Scott Humphries / Mark Merklein        | Gustavo Kuerten / André Sá              | 6-3, 7-6(1)         |
| 2003            | Todd Perry / Thomas Simada             | Scott Humphries / Mark Merklein         | 6-2, 6-4            |
| 2004            | Mariusz Fyrstenberg / Marcin Matkowski | Tomas Behrend / Leoš Friedl             | 6-2, 6-2            |
| 2005            | František Čermák / Leoš Friedl         | José Acasuso / Ignacio González King    | 6-4, 6-4            |
| 2006            | Lukáš Dlouhý / Pavel Vízner            | Mariusz Fyrstenberg / Marcin Matkowski  | 6-1, 4-6, [10-3]    |
| 2007            | Lukáš Dlouhý / Pavel Vízner            | Rubén Ramírez Hidalgo / Albert Montañés | 6-2, 7-6(4)         |
| 2008            | Marcelo Melo / André Sá                | Albert Montañés / Santiago Ventura      | 4-6, 6-2, [10-7]    |
| 2009            | Marcel Granollers / Tommy Robredo      | Lucas Arnold / Juan Mónaco              | 6–4, 7–5            |
| 2010            | Pablo Cuevas / Marcel Granollers       | Łukasz Kubot/ Oliver Marach             | 7–5, 6–4            |
| 2011            | Marcelo Melo / Bruno Soares            | Pablo Andujar / Daniel Gimeno-Traver    | 7–6(4), 6–3         |
| São Paulo       |                                        |                                         |                     |
| 2012            | Eric Butorac / Bruno Soares            | Michal Mertiňák / André Sá              | 3–6, 6–4, [10–8]    |